# Mala vas, Globasnica
Mala vas (nemško Kleindorf) je naselje v Občini Globasnica v Okraju Velikovec na Koroškem v Avstriji.